# شكيم
شكيم هو الاسم القديم لمدينة نابلس أو لمدينة كانت تقع في الطرف الشرقي لمدينة نابلس الحالية، قام الكنعانيون بتأسيسها في أواسط الألفية الثالثة قبل الميلاد، وتعني كلمة شكيم المنكب أو الأرض المرتفعة، وموقع المدينة في الغالب شرق مدينة نابلس الحالية إلى الشمال قليلا من القرية المعروفة اليوم باسم بلاطة البلد، وكان الرحالة الألماني هيرمان تيرش قد استرعى اهتمامه تل كبير عليه قطع حجرية تعود إلى بقايا جدار يمتد إلى مسافة 8 أمتار على الجانب الغربي من التل، وتوقع أن تكون هذه الآثار هي آثار مدينة شكيم بحكم موقعها المميز المعترض للممر بين جبلي عيبال وجرزيم وتحكمه بسهل عسكر.

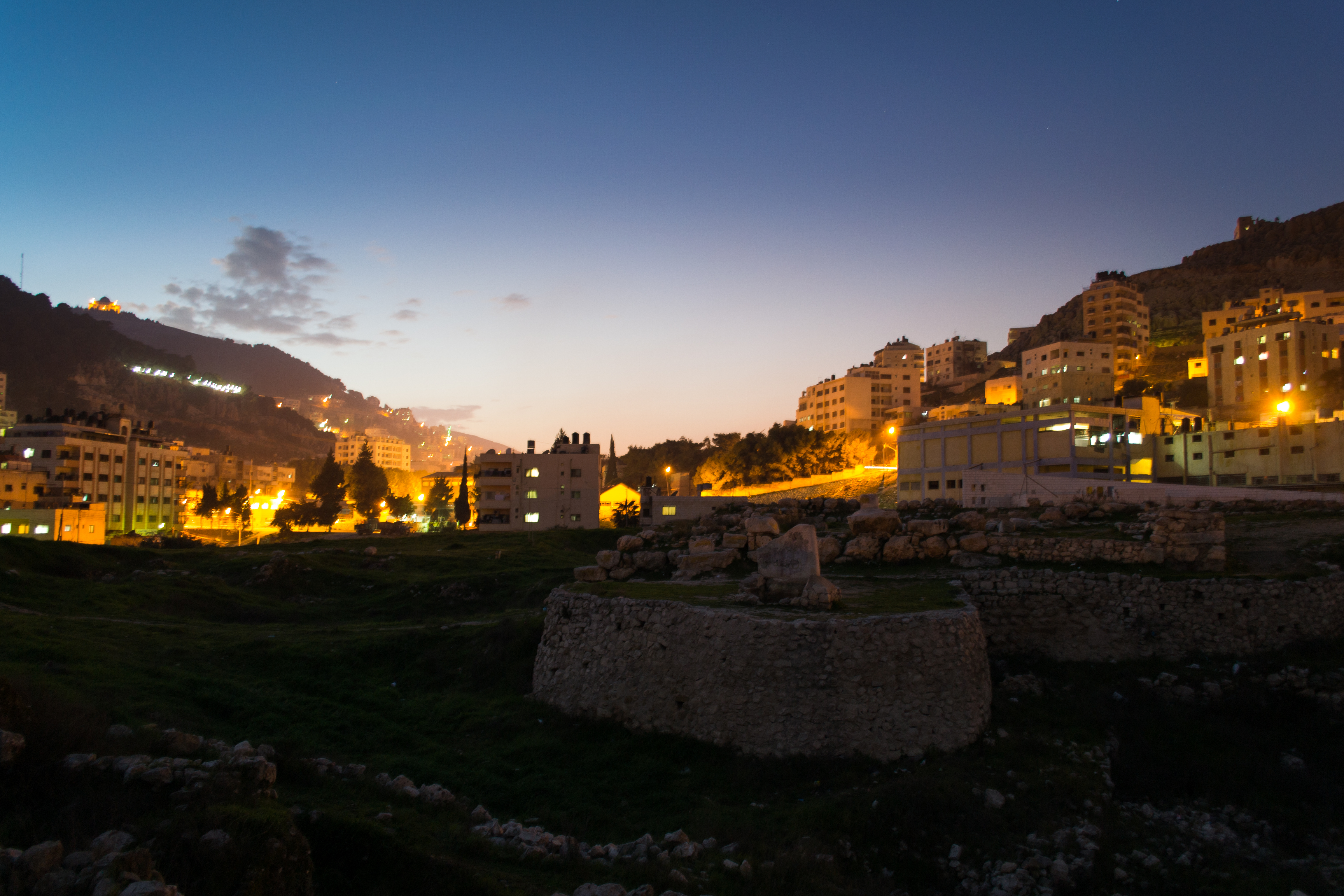
شكيم عام 2013

أظهرت الحفريات التي قامت بها بعثة أمريكية مشتركة من جامعة درو ومعهد مكورميك اللاهوتي والمدرسة الأمريكية للأبحاث الشرقية بين عامي 1956-1967 أن مدينة شكيم كنعانية قد بنيت في أواسط الألف الثالث قبل الميلاد فوق مستوطن أقدم يعود إلى الألف الرابع قبل الميلاد؛ حيث اكتشفت بعض الفخاريات التي تعود إلى العصر الحجري-المعدني (الكالكوليثي). كما أظهرت الحفريات أن المدينة قد تميزت مع بداية الألف الثاني قبل الميلاد بتحصيناتها الكنعانية القوية.

بقايا جدران شكيم في الجزء الشرقي من نابلس

## التسمية
شكيم تسمية كنعانية اللفظ، تعني المنكب أو الكتف أو المكان المرتفع، وجاء في التوراة أن يعقوب حينما أتى إلى شكيم وأذن له بالنزول بجوارها، كان حاكم المدينة حمور الحوى الكنعاني وذكرت أن اسم ابنه كان شكيم أيضاً.

## التاريخ
يرجع تاريخ مدينة شكيم إلى ما قبل أربع آلاف عام، كان سكانها يعملون بالتجارة بشكل أساسي، بسبب موقع المدينة الاستراتيجي الواقع على خط التجارة الأساسي. كانت السلع المحلية في المدينة هي التي يتم الاتجار بها، مثل زيت الزيتون والعنب والدقيق والمواشي والأواني الفخارية، وامتدت فترة الازدهار التجاري في هذه المدينة بين العصر البرونزي الوسيط إلى أواخر العصر الهلنستي (1900-100 قبل الميلاد).
ذكرت مدينة شكيم أول مرة بشكل موثق من خلال النصوص المصرية المنقوشة على نصب (خو-سيبيك) التي تعود إلى حقبة الفرعون سونسرت الثالث (1880-1840 قبل الميلاد). في رسائل تل عمارنة (1350 قبل الميلاد) تم الإشارة إلى مدينة شكيم على أنها مركز المملكة في زمن حكم لابعيا، والذي كان أمير حرب كنعاني في تلك الفترة.
مدينة شكيم كانت مسكن الطائفة السامرية، والتي تعتبر جبل جرزيم القريب من مدينة شكيم أرضاً مقدسة. في انتفاضة الجليل عام 67 قبل الميلاد التي كانت جزءاً من الحرب اليهودية الرومانية الأولى، ثار السامريون على الحكم الروماني، وكان من تبعات الحرب (على الأغلب) أن تم تدمير المدينة بشكل كامل في تلك الحرب على يد جيش القنصل سيرياليس إبان حكم الإمبراطور فيسبازيان.
في عام 72 قبل الميلاد، قام الإمبراطور بتأسيس مدينة جديدة، على بعد 2 كيلومتر غرب مدينة شكيم، أسماها (فلافيا نيابوليس) والتي كانت النواة لتتطور عبر الأزمنة والعصور لتصبح مدينة نابلس الفلسطينية.
في عام 6 قبل الميلاد تم ضم المنطقة لولاية سوريا الرومانية، وفي عهد الإمبراطور هادريان تم إعلان عن تخصيص جبل جرزيم (المقدس عن السامريين) لجوبيتر، ملك الآلهة الرومانية وإله السماء والبرق في الميثولوجيا الرومانية.[بحاجة لمصدر]

## أعلام
- أبو معيلق